# متلازمة روثموند تومسون
متلازمة روثموند - تومسون (بالإنجليزية: rothmund thomson syndrome)‏ وتعرف أيضاً باسم تبكل الجلد الضموري مع اعتام عدسة العين أو تبكل الجلد الخلقي، عبارة عن خلل صبغي متنحي نادر يصيب الجلد. وُصفت لأول مرة بواسطة العالم أوغست فون روثموند (1840:1906) في العام 1868. وقام العالم ماثيو سيدني تومسون (1894:1969) بنشر المزيد من تفاصيل المرض في العام 1936. كما ارتبطت متلازمة روثموند تومسون بوجود الساركومة العظمية في العديد من الحالات.

## الأعراض
- طفح جلدي متحسس للشمس، مع تبكل الجلد، وتوسع في الشعيرات الدموية.
- أنف سرجي.
- مشاكل في العظام وتشمل: قصر القامة، غياب عظمة الكعبرة وغياب الإبهام.
- مشاكل في نمو شعر الجسم (غياب الرموش أو الحاجبين أو شعر الرأس).
- مشاكل في الكالسيوم ونقص في الأسنان.
- زيادة احتمالية الإصابة بسرطان العظام.

يكون الجلد في البداية طبيعياً عند الولادة، وعند عمر من 3:6 أشهر يبدأ المرض في الظهور على الطفل على هيئة احمرار في الوجنتين، ثم يتطور ليصبح طفح جلدي يمتد إلى الذراعين والأرجل والمؤخرة.

## الأسباب
حدوث طفرة وراثية في جين ريكل RECQL4 الواقع على الكروموسوم 8q24.3. وتورث متلازمة روثموند تومسون عن طريق جين جسدي متنحي، أي يلزم وجود نسختين متطابقتين من الجين لكي يظهر المرض. ويكون كل فرد من الأبوين حاملاً لنسخة واحدة من الجين لكن لا تظهر عليه أعراض المرض.

## التشخيص
- من خلال الأعراض وبالأخص الطفح الجلدي المميز.
- يتم تأكيد التشخيص عن طريق أخذ عينة من الجلد وفحصها مجهرياً [7]

## العلاج
يشمل الأمر علاج الأعراض الخاصة بالمتلازمة مثل :
- علاج تضخم الأوعية الدموية باستخدام الليزر.
- علاج الطفح الجلدي.
- علاج المياه البيضاء.

## الوقاية
- استخدام مستحضرات واقية من الشمس قبل التعرض لأشعة الشمس الضارة.
- الحصول على الفيتامينات مثل الكالسيوم وفيتامين د.